# Kościół św. Alberta Wielkiego w Gliwicach
Kościół pw. świętego Alberta Wielkiego – rzymskokatolicki kościół parafialny należący do dekanatu Gliwice diecezji gliwickiej. Znajduje się na gliwickim osiedlu Politechnika.

## Życiorys

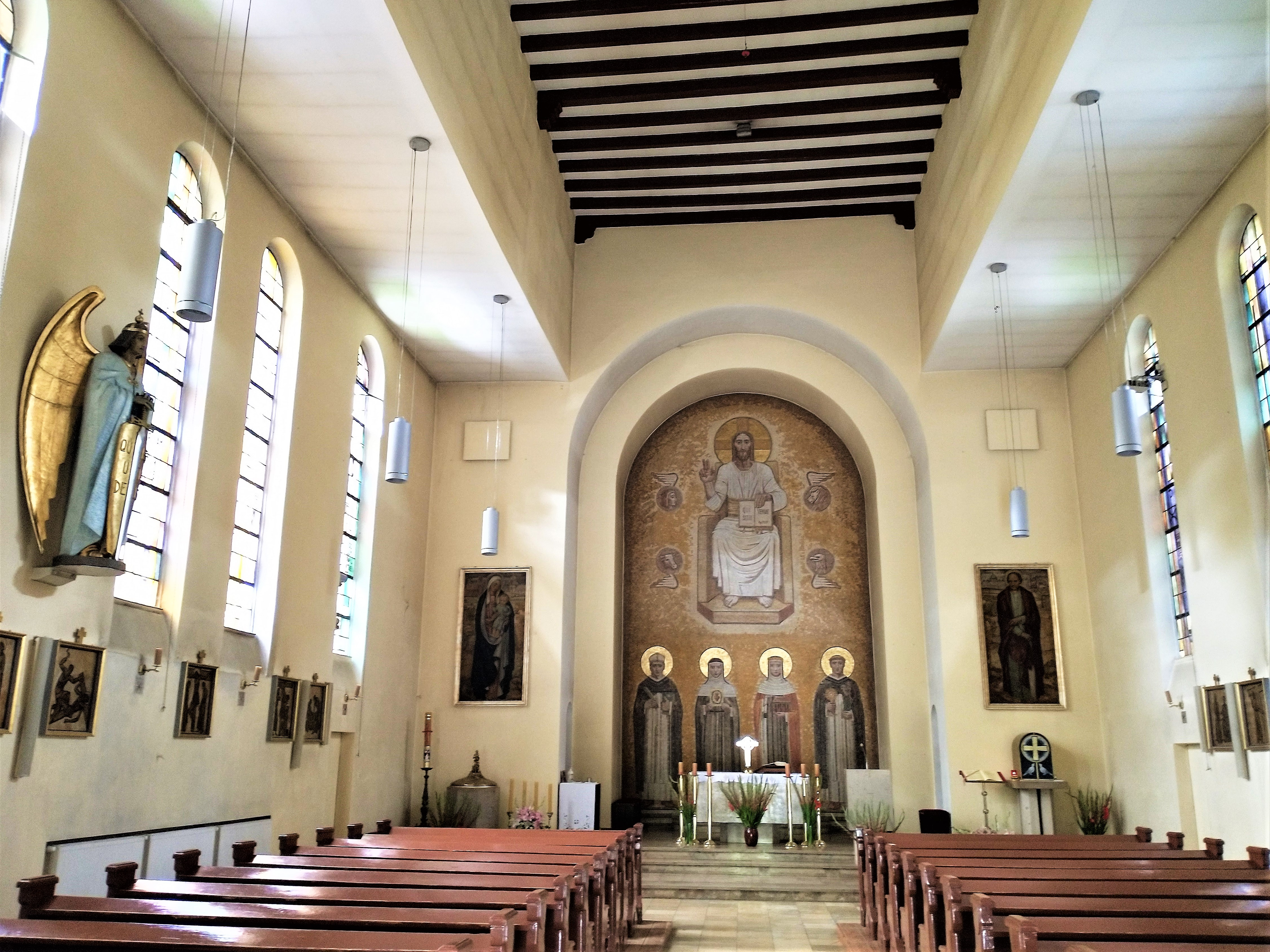
Wnętrze z ołtarzem

Obecna świątynia to dawna kaplica konwiktu biskupiego "Albertinum". W 1930 roku został uroczyście wmurowany kamień węgielny pod budowę konwiktu, natomiast budowa została ukończona pod koniec 1931 roku. W dniu 2 lutego 1932 roku kardynał Adolf Bertram poświęcił konwikt, nadając mu, na pamiątkę św. Alberta Wielkiego, nazwę „Albertinum”. Jesienią 1940 roku działalność konwiktu została przerwana, a budynek został zarekwirowany dla przesiedleńców z Besarabii. Aby uratować przynajmniej kaplicę kardynał Bertram ustanowił  kurację pod wezwaniem św. Alberta. W latach 1948–1949 duszpasterstwo przy świątyni było prowadzone przez ojców dominikanów. W dniu 15 sierpnia 1949 roku administrator apostolski, ksiądz Bolesław Kominek, ustanowił Niższe Seminarium Duchowne pod wezwaniem błogosławionego Czesława. Pod koniec lat 50. XX wieku, w czasie rosnących represji wobec katolickich instytucji kościelnych, władze Gliwic coraz bardziej ograniczały działalność seminarium. W dniu 21 sierpnia 1963 roku siłą został zagrabiony budynek, w którym zostało urządzone Studium Wojskowe Politechniki Śląskiej.
Kaplica seminaryjna pełniła funkcję kościoła dla parafii św. Michała Archanioła. W 1956 roku świątynia otrzymała nową polichromię, uzupełnioną o malowidła profesora L. Konaszewskiego. W 1994 roku świątynia otrzymała nowy wystrój prezbiterium zaprojektowany przez artystę rzeźbiarza Stanisława Słodowego z Gliwic. W dniu 28 maja 2012 roku biskup Jan Wieczorek pobłogosławił nową mozaikę w prezbiterium wykonaną przez Szymona Prandziocha z Akademii sztuk Pięknych w Katowicach. Świątynia pełni również funkcję kościoła akademickiego w Gliwicach.
12 listopada 2017 roku biskup Jan Kopiec poświęcił kościół parafii św. Michała Archanioła. Zachowano oryginalne wezwanie, które budynek kurii otrzymał 85 lat temu – św. Alberta Wielkiego.  
20 lutego 2023 do rejestru zabytków nieruchomych województwa śląskiego pod numerem A/1132/23 wpisano budynek kościoła pw. św. Alberta Wielkiego w Gliwicach, wraz z figurą Matki Boskiej z Dzieciątkiem, ulokowaną nad wejściem głównym do budynku kościoła (na elewacji pd.-zach.) oraz budynek plebanii przy ul. Bolesława Krzywoustego 1.

## Galeria

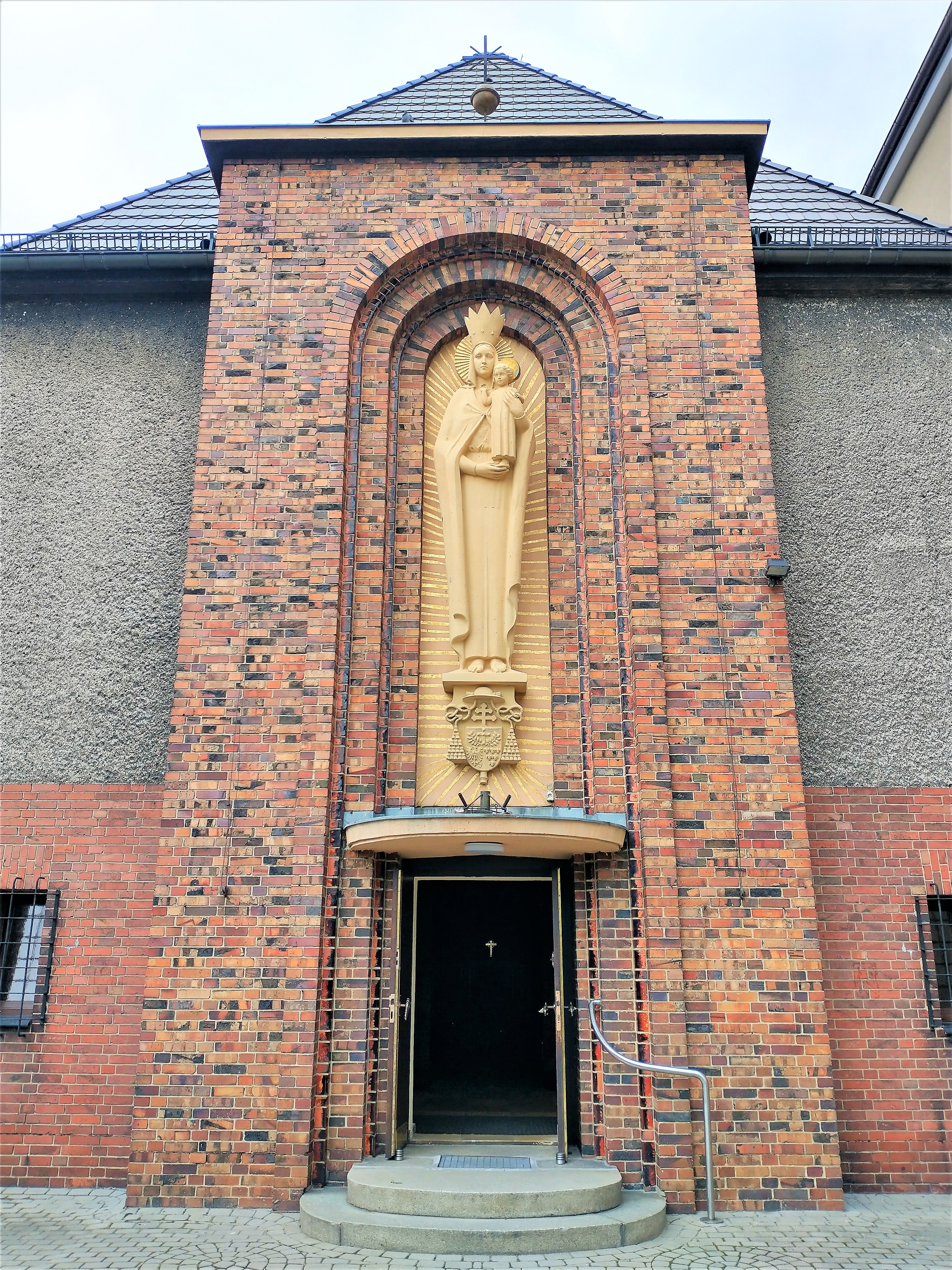
Portal główny
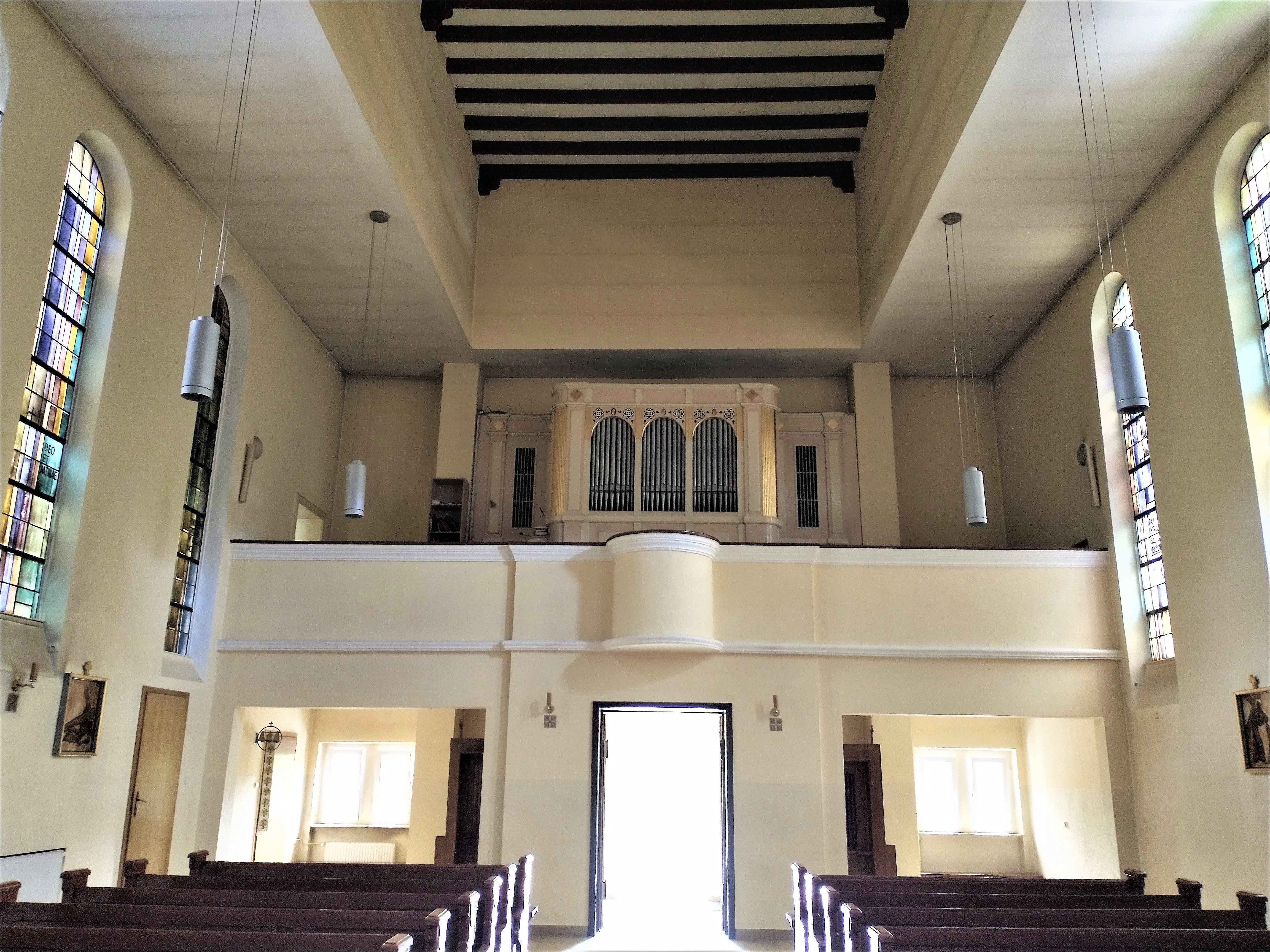
Chór i organy
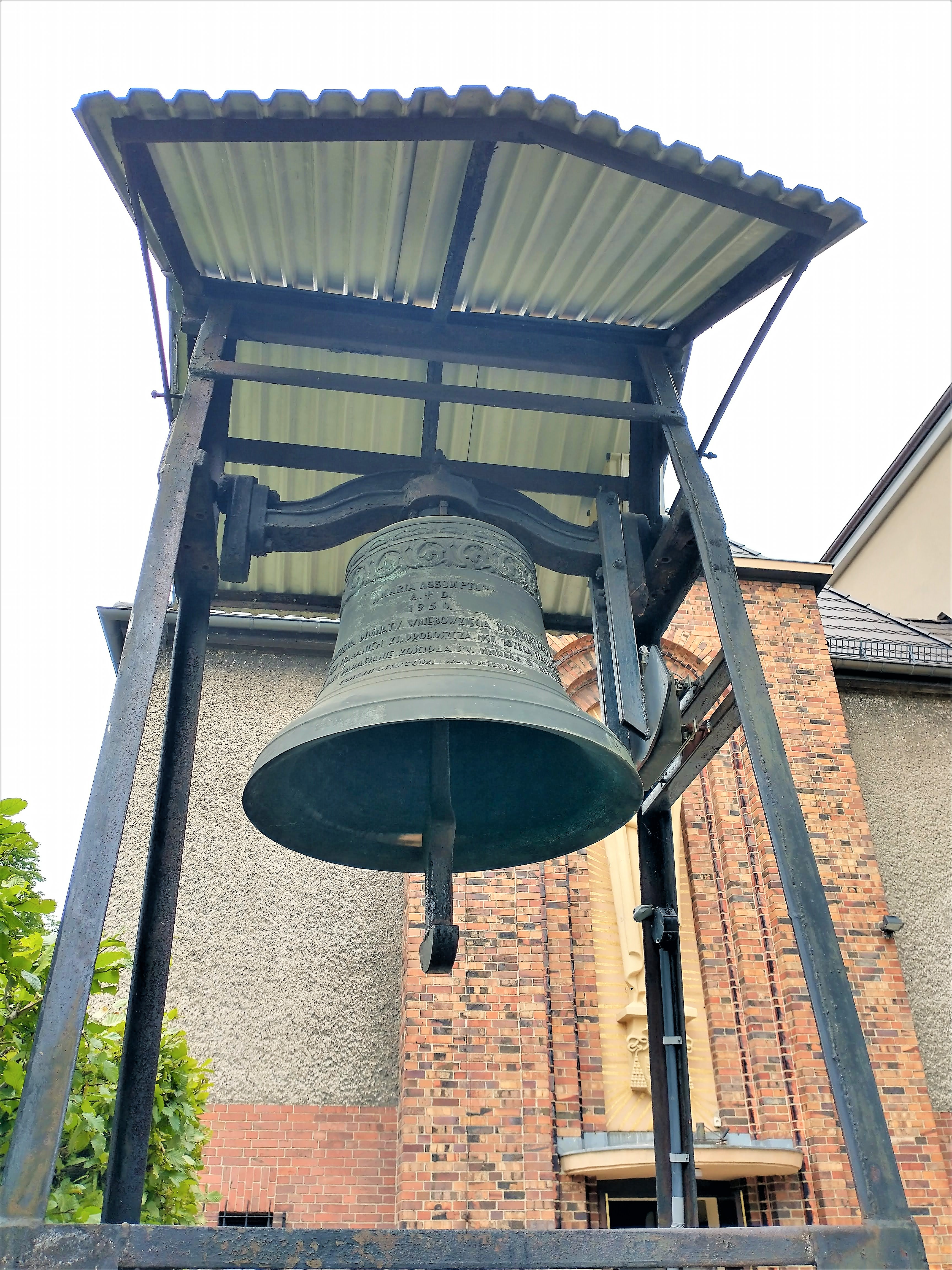
Dzwonnica